# George Tenet
Pour les articles homonymes, voir Tenet.
 (mars 2019).
Si vous disposez d'ouvrages ou d'articles de référence ou si vous connaissez des sites web de qualité traitant du thème abordé ici, merci de compléter l'article en donnant les références utiles à sa vérifiabilité et en les liant à la section « Notes et références ».
 (février 2021).
George John Tenet, né le 4 janvier 1953 à New York, est une personnalité du monde des renseignements américains, notamment directeur de la CIA de 1997 à 2004.

## Biographie
Il est né à Flushing, un quartier du Queens, à New York. Ses parents sont des Albanais immigrés aux États-Unis qui tiennent une épicerie où le jeune Tenet travaille avec ses parents. Il a un frère jumeau, Bill, devenu cardiologue à New York,.
Il étudie à la Edmund Walsh School of Foreign Service de l'université de Georgetown d'où il sort diplômé en 1976, puis obtient un master's degree en affaires internationales à l'université Columbia en 1978,.
Il est ensuite directeur de recherche l'Institut hellénique américain (American Hellenic Institute, 1978-1979) puis à l'Association des industries solaires (Solar Industries Association, 1979-1982), avant de prendre en 1982 des fonctions au sein du gouvernement en tant qu'assistant du sénateur John Heinz. En 1985, il fait partie d'un comité sénatorial visant à superviser les négociations autour du conflit armé entre les États-Unis et l'URSS,.
À l'arrivée de Bill Clinton à la présidence des États-Unis, il démissionne du Sénat et rejoint l'équipe de transition de la sécurité nationale. Lorsque John Deutch est nommé à la tête de la CIA en 1995, il nomme George Tenet comme son premier adjoint. Deutch démissionne fin 1996.

### 1997-2004: Directeur de la CIA
Nommé par le président démocrate Bill Clinton à la tête de la CIA, puis maintenu par son successeur républicain George W. Bush, il a été remplacé pour quelques mois par John E. McLaughlin (en), son adjoint d'alors, puis par Porter Goss. George Tenet avait présenté sa démission au président des États-Unis le 3 juin 2004, pour des « raisons personnelles », mais sans doute à cause de l'échec de l'Agence à empêcher les attentats du 11 septembre 2001 et, plus récemment, du scandale des armes de destruction massive irakiennes. Colin Powell avait défendu leur existence à l'ONU en février 2003, sur base d'un rapport de la CIA qui s'est révélé falsifié.

#### Pressions sur l'Agence par l'administration Bush
Au lendemain des attentats du 11 septembre 2001, George Tenet indique qu'il a rencontré à la Maison Blanche le conseiller spécial du département de la Défense Richard Perle, qui lui aurait dit en substance que l'Irak devait payer pour ces attentats. La plupart des autres responsables rencontrés étaient également obsédés par la recherche de liens entre Saddam Hussein et Oussama Ben Laden. Tous ne cherchaient qu'un prétexte pour attaquer l'Irak et prenaient pour argent comptant les allégations de l'opposant exilé Ahmed Chalabi qui poussait à renverser le dictateur irakien.
Revenant sur le National Intelligence Estimate de la CIA qui affirmait en octobre 2002 que l'Irak possédait des armes de destruction massive, Tenet indique que l'agence a réalisé ce rapport en toute hâte afin d'influencer les élus du Congrès américain et l'opinion publique mondiale. Il reconnaît que la CIA s'est lourdement trompée, puisque aucun stock d'armes de destruction massive n'a été découvert en Irak après la chute du régime de Saddam Hussein, mais il met en cause sur ce sujet Dick Cheney qui faisait alors des déclarations allant bien au-delà des analyses fournies par l'agence de Langley, notamment sur le prétendu uranium que le président irakien aurait importé du Niger pour développer des armes nucléaires.
C'est également Dick Cheney qui, selon l'ex-patron de la CIA, a demandé dès l'automne 2001 à la National Security Agency d'augmenter la surveillance des communications téléphoniques et internet concernant l'Irak. Quant à la secrétaire d'État Condoleezza Rice, qui, avant le 11 septembre, refusait de tenir compte de ses rapports alarmants sur la menace terroriste d'Al-Qaïda, elle lui aurait demandé ensuite en personne de diffuser de fausses informations à la presse pour mettre en cause l'Irak. Malgré les fortes pressions des faucons néo-conservateurs, la CIA s'est cependant toujours refusée à affirmer que des liens existaient entre Al Qaïda et Saddam Hussein, se défend George Tenet.

#### Lutte contre Al-Qaïda
Dans ses mémoires, il indique que les enveloppes contaminées au bacille du charbon envoyées fin 2001 à plusieurs personnes étaient un plan d'Al-Qaïda développé quelques mois plus tôt.

#### Entretien entre Tenet et Arafat en 2002
Le président de l'Autorité nationale palestinienne Yasser Arafat a eu à Ramallah un entretien avec George Tenet venu au Proche-Orient pour offrir sa médiation. Les deux parties ont mené des consultations sur la formation des forces de sécurité unifiées palestiniennes. 
La tournée de Tenet a pour but principal d'aider la Palestine à rétablir la structure de sécurité et des forces de sécurité unifiées. Il s'était entretenu avec le Premier ministre israélien et avait écouté essentiellement la présentation de ce dernier sur la position et l'attitude israélienne sur la situation au Proche-Orient.
Début juin 2004, le président Bush annonce la démission, pour raisons personnelles, de George Tenet du poste de directeur de la CIA. Sa longévité à ce poste en fait alors le deuxième ayant tenu ce poste le plus longtemps dans l'Histoire des États-Unis.

### Carrière post-CIA
De 2004 à 2007, il est professeur à l'université de Georgetown.
Près de trois ans après avoir quitté l'Agence centrale de renseignement américaine, George Tenet fait un retour explosif sur la scène médiatique aux États-Unis. Dans ses Mémoires, At the Center of the Storm (Au cœur de la tempête), publiés le 30 avril 2007, il critique l'administration Bush mais justifie les pratiques d'interrogatoires dans les prisons secrètes de la CIA. Il évoque des complots d'Al-Qaïda déjoués sous sa direction et notamment un sur une arme nucléaire qui aurait été introduite aux États-Unis en attendant d'être activée sur un signal d'Oussama Ben Laden.
Depuis 2007, il est directeur à la banque d'investissement Allen & Company.

## Décoration
- Médaille présidentielle de la Liberté

## Dans la fiction
Dans le film W. : L'Improbable Président (2008) d'Oliver Stone, son rôle est joué par Bruce McGill.
Dans le film Vice (2018) d'Adam McKay, son rôle est joué par Stephen Adly Guirgis.

## Œuvres
- George Tenet, At the Center of the Storm: My Years at the CIA, HarperCollins, 30 avril 2007, 576 p.  (ISBN 0061147788)

## Vie privée
George Tenet est marié et a un fils.